# Schra
Schra, ein altnordischer Begriff (skrõ/skræ) bedeutet ursprünglich trockenes Fell, Pergament  und dann auch darauf verfasste juristische Texte: Urkunde, Rechtsbuch.
Davon abgeleitet sind:
- die Schrae des Soester Stadtrechts
- die Nowgoroder Schra
  - auch schwedisch: skrå, dort bedeutet skråväsen abgeleitet von der Zunft- oder Handwerksrolle Gilde oder Zunft
  - im Isländischen und Färöischen bedeutet skrá heute u. a. „Liste, Register, Verzeichnis“.